# 平賀聡彦
平賀 聡彦（ひらが としひこ、1973年12月12日 - ）は、日本の競技麻雀団体・最高位戦日本プロ麻雀協会に所属するプロ雀士である。山梨県出身。

## 来歴・人物
- 30歳まで役者として活動した後[3]、2004年に最高位戦日本プロ麻雀協会に加入[1]。
- 2016年には101競技連盟順位戦にも参加し、第一回麻雀プロ団体日本一決定戦に最高位戦日本プロ麻雀協会から選手間投票で選抜され出場[4]。個人成績で1位となった[5][3]。
- 2017年RTDリーグ2017で優勝、これが初のタイトルとなった[3]。
- 2019年から2020年放送の第20回モンド杯で優勝[2]。

## 雀風・エピソード
- 攻撃重視の雀風で、麻雀最強戦におけるキャッチフレーズは「マッコウ侍」。
- 好きな役は、リーチ一発ツモ。
- 普段はまったく理牌をしない選手だと、RTDリーグで小林剛が解説していた（放送対局では、理牌をするよう心掛けている）。

## タイトル
- RTDリーグ（2017年[1]）
- モンド杯 (第20回、2020年[2])

## 著書
- 侍、真っ向勝負! 平賀聡彦のガムシャラ麻雀 (2020年 マイナビ出版) ISBN 9784839973650